# 汪强
汪强（1984年7月23日—），是前中国足球运动员，司职后卫。

## 职业生涯
汪强曾在大连市西岗区长春路小学念书，小学5年级的时候先被西岗区体校的游泳队教练选中，并开始了跳水训练，其后西岗区体校足球负责人在选队员时相中了汪强，汪强也从此踏上了自己的足球之路。
后来，汪强去了大连恒丰，在大连恒丰一呆就是五六年。2002年，汪强同自己的十几个队友一起转到沈阳金德预备队，到2003年升入沈阳金德一队。
2007年，沈阳金德队搬迁到了长沙，汪强继续为球队效力。2011年初转会至山东鲁能泰山。
2009年，汪强首次入选了中国国家队，并入选2011年亚洲杯决赛阶段的中国队名单。

## 荣誉

### 俱乐部

#### 山东鲁能泰山
- 中国足协杯：2014
- 中国足球协会超级杯：2015

### 国家队
- 东亚杯：2010

## 个人
汪强的哥哥汪刚也曾是一名足球运动员，两人曾一起在沈阳金德效力，他们的人生轨迹完全不同，汪强在金德队打了多年的绝对主力并当上了队长，入选了国家队。而哥哥汪刚在2003年被勒令离队后，辗转在甘肃、宁波、东莞等地的球队效力，最后在重伤后被迫退役。